# Distretto di Plzeň-jih
Il distretto di Plzeň-jih (in ceco okres Plzeň-jih) è un distretto della Repubblica Ceca nella regione di Plzeň. Il capoluogo di distretto è la città di Plzeň.

## Geografia antropica
Il distretto conta 90 comuni:

### Città
- Blovice
- Dobřany
- Kasejovice
- Nepomuk
- Přeštice
- Spálené Poříčí
- Stod

### Comuni mercato
- Žinkovy

### Comuni
- Bolkov
- Borovno
- Borovy
- Buková
- Chlum
- Chlumčany
- Chlumy
- Chocenice
- Chotěšov
- Čižice
- Čížkov
- Čmelíny
- Dnešice
- Dolce
- Dolní Lukavice
- Drahkov
- Honezovice
- Horní Lukavice
- Horšice
- Hradec
- Hradiště
- Jarov
- Kbel
- Klášter
- Kotovice
- Kozlovice
- Kramolín
- Letiny
- Lisov
- Líšina
- Louňová
- Lužany
- Měcholupy
- Merklín
- Mileč
- Milínov
- Míšov
- Mladý Smolivec
- Mohelnice
- Nebílovy
- Nekvasovy
- Netunice
- Neurazy
- Nezdice
- Nezdřev
- Nová Ves
- Nové Mitrovice
- Oplot
- Oselce
- Otěšice
- Polánka
- Prádlo
- Předenice
- Přestavlky
- Příchovice
- Ptenín
- Radkovice
- Roupov
- Řenče
- Seč
- Sedliště
- Skašov
- Soběkury
- Srby
- Střelice
- Střížovice
- Štěnovice
- Tojice
- Třebčice
- Týniště
- Únětice
- Útušice
- Ves Touškov
- Vlčí
- Vlčtejn
- Vrčeň
- Vstiš
- Zdemyslice
- Zemětice
- Žákava
- Ždírec
- Životice